# Różnice przejściowe
Różnice przejściowe – różnice między księgową a podatkową wartością aktywów i pasywów.
Różnice przejściowe można podzielić ze względu na kryterium czasu:
czasowe – takie które powstają gdy przychód lub koszt wpływa na wynik finansowy w jednym okresie, lecz wchodzi w skład dochodu do opodatkowania w innym okresie (po „odwróceniu się”), np. amortyzacja uwzględniona przy ustalaniu dochodu do opodatkowania (straty podatkowej) za dany okres może się różnić od amortyzacji wpływającej na wynik finansowy brutto tego okresu,
inne – powstałe w okolicznościach, które nie powodują wystąpienia różnic czasowych, np. przeszacowano aktywa, ale nie dokonano równoważnej korekty dla celów podatkowych.
Źródło: materiały dydaktyczne dr Igor Styn
1. Różnice przejściowe dodatnie
2. Różnice przejściowe ujemne